# Pniewy (gmina w województwie mazowieckim)
Pniewy (daw. gmina Konie) – gmina wiejska w województwie mazowieckim, w powiecie grójeckim. W latach 1975–1998 gmina położona była w województwie radomskim.
Siedziba gminy to Pniewy.
Według danych z 30 czerwca 2004 gminę zamieszkiwało 4579 osób.

## Struktura powierzchni
Według danych z roku 2005 gmina Pniewy ma obszar 102,05 km², w tym:
- użytki rolne: 73%
- użytki leśne: 21%

Gmina stanowi 7,38% powierzchni powiatu.

## Demografia

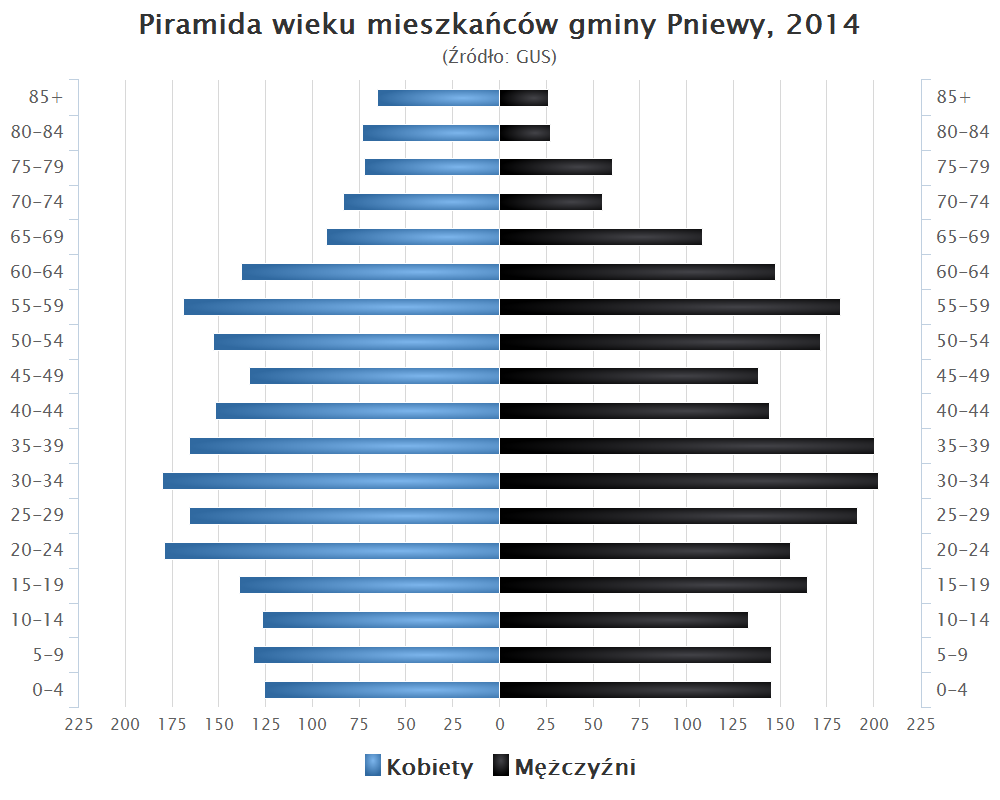
Piramida wieku mieszkańców gminy Pniewy w 2014 roku

Dane z 30 czerwca 2004:
| Opis                              | Ogółem | Ogółem | Kobiety | Kobiety | Mężczyźni | Mężczyźni |
| --------------------------------- | ------ | ------ | ------- | ------- | --------- | --------- |
| jednostka                         | osób   | %      | osób    | %       | osób      | %         |
| populacja                         | 4579   | 100    | 2250    | 49,1    | 2329      | 50,9      |
| gęstość zaludnienia (mieszk./km²) | 44,9   | 44,9   | 22      | 22      | 22,8      | 22,8      |

## Sołectwa
Aleksandrów, Budki Petrykowskie, Ciechlin, Cychry, Daszew, Dąbrówka, Ginetówka, (Jeziora - Tomaszówka), Jeziora-Nowina, Jeziórka, Józefów, Jurki, Karolew, Kocerany, Kolonia Jurki, Konie, Kornelówka, Kruszew, Kruszewek, Michrów, Michrówek, Michrów-Stefów, (Natalin - Huta Jeżewska), Nowina-Przęsławice, Osieczek, Pniewy, Przęsławice, Przykory, Rosołów, Teodorówka, Wiatrowiec, Wilczoruda, Wilczoruda-Parcela, Witalówka, (Wola Grabska - Czekaj), Wola Pniewska, Wólka Załęska, Załęże Duże.

## Sąsiednie gminy
Belsk Duży, Błędów, Grójec, Mszczonów, Tarczyn, Żabia Wola